# ورمقان
ورمقان، روستایی از توابع بخش مرکزی شهرستان سنقر در استان کرمانشاه ایران است.

## جمعیت
این روستا در دهستان باوله قرار دارد و براساس سرشماری مرکز آمار ایران در سال1384
، جمعیت آن ۲۱۶ نفر (۴۴خانوار) بوده‌است.